# Veronica
 For alternative betydninger, se Veronica (flertydig). (Se også artikler, som begynder med Veronica)
Veronica er et pigenavn, der stammer fra latin. Navnet forekommer på dansk også i formen Veronika og Veronique, og omkring 650 danskere bærer et af disse navne ifølge Danmarks Statistik. Navnet har været brugt i Norden siden det 17. århundrede og er betydeligt mere udbredt i Sverige og Norge end i Danmark. Navnedagen for Veronica i Danmark er 4. februar.
Vera er afledt af Veronica.

## Etymologi
Etymologisk set er "Veronica" den latiniserede udgave af det græske pigenavn Berenice, som til gengæld kommer fra "pherein" (bringe) og "nikê" (sejr), som dermed betyder "hende som bringer sejren".
Inden for kristendommen siges navnet at være kommet fra "Vera Icon", som betyder "sandt billede". Dette er samtidig forbundet med Skt. Veronica, som ifølge historien skulle have tørret Jesu ansigt med et klæde, da han passerede hende på vej til sin korsfæstelse, og et ("sandt") billede af hans ansigt efter sigende blev siddende i klædet.

## Kendte personer med navnet
- Veronica "Ronnie" Bennett, amerikansk sanger fra The Ronettes.
- Madonna Louise Veronica (Esther) Ciccone Ritchie, amerikansk sanger, kendt som Madonna.
- Veronica Guerin, irsk journalist.
- Veronica Lake, amerikansk skuespiller.
- Veronica Maggio, svensk sanger.
- Veronica Ferres, tysk skuespiller

## Navnet anvendt i fiktion
- Veronica Guerin er en film af Joel Schumacher med Cate Blanchett i titelrollen, der er bygget over journalisten af samme navn.
- Veronikas to liv er en film af Krzysztof Kieślowski.
- Veronika beslutter at dø er en bog af Paulo Coelho.
- Veronica Decides to Die er et album af Saturnus.
- Veronika Voss' længsel er en film fra 1981 af Rainer Werner Fassbinder.
- Veronikas svededug er en film fra 1977 af Jytte Rex.
- Veronica Mars er en amerikansk tv-serie.
- Veronica er en figur i filmen En Soap af Pernille Fischer Christensen
- Veronica er en figur i filmen Den lille soldat af Jean-Luc Godard. Hun spilles af Anna Karina.
- "Veronica" er titlen på en sang af Cornelis Vreeswijk.
- "Veronica" er også titlen på en sang skrevet af Elvis Costello og Paul McCartney og indspillet af Costello.

## Fodnoter
1. ↑  Danmarks Statistiks navne oversigt
2. ↑  Veronica på Namnarkivet (Webside ikke længere tilgængelig)
3. ↑  Veronica på norskenavn.no
4. ↑  Lundskov.dk (Webside ikke længere tilgængelig)
5. ↑  Harper, Douglas (november 2001). "Veronica". Online Etymology Dictionary. Hentet 2007-08-24.
6. ↑  "Arkiveret kopi". Arkiveret fra originalen 17. maj 2008. Hentet 21. november 2007.
7. ↑  "Behind the Name: Meaning, Origin and History of the Name Berenice"
8. ↑  "Catholic Encyclopedia: St. Veronica"